# Пена, Карлос
Ка́рлос Робе́рто Пена (англ. Carlos Roberto Pena Jr., после женитьбы Пенавега (англ. PenaVega); род. 15 августа 1989, Колумбия, Миссури, США) — американский актёр, певец и танцор. Наиболее известен по роли Карлоса в сериале «Биг Тайм Раш» на канале Nickelodeon.

## Биография

### Ранняя жизнь
Карлос родился в Колумбии, штат Миссури. Воспитывался в Вестоне, штат Флорида. У его отца испанские и венесуэльские корни, у матери — доминиканские. В школе участвовал в спектаклях и был черлидером.

### Карьера
Ещё учась в школе, Карлос появился в рекламе водяных пистолетов. Его лицо появилось на упаковке игрушки. Пена учился в Бостонской консерватории, когда его менеджер записал на прослушивание в «Big Time Rush». Карлос не хотел, но всё-таки пошёл на прослушивание. И через два месяца получил роль. В 2009 году переехал в Голливуд.
В феврале 2014 года выпустил новый сингл «Electrico», под псевдонимом «PenaVega».

### Личная жизнь
В 2010—2012 годах Карлос встречался с актрисой Самантой Дроук.
С конца 2012 года Карлос встречается с актрисой Алексой Вегой. В сентябре 2013 года пара объявила о своей помолвке. 4 января 2014 года пара поженилась в Пуэрто-Вальярте, Мексика. Карлос и Алекса объединили свои фамилии, теперь оба носят фамилию ПенаВега (англ. PenaVega). В июне 2016 года супруги объявили, что ждут первенца. 7 декабря 2016 года у них родился сын — Оушен Кинг ПенаВега. 30 июня 2019 года родился второй сын — Кингстон Джеймс ПенаВега. 7 мая 2021 года у супругов родилась дочь — Рио Рей Пенавега.

## Фильмография
| Год       |    | Русское название                                     | Оригинальное название                    | Роль             |
| --------- | -- | ---------------------------------------------------- | ---------------------------------------- | ---------------- |
| 2004      | с  | Скорая помощь                                        | ER                                       | Арло Эскобар     |
| 2004—2005 | с  | Рассекреченное руководство Неда по выживанию в школе | Ned's Declassified School Survival Guide | Кинг Би          |
| 2005      | с  | Справедливая Эми                                     | Judging Amy                              | Диего Вальдесера |
| 2005      | с  | Вечное лето                                          | Summerland                               | студент          |
| 2009—2013 | с  | Биг Тайм Раш                                         | Big Time Rush                            | Карлос Гарсия    |
| 2011      | ф  | Спокойной ночи, Луна                                 | Little Birds                             | Луис Эстес       |
| 2012      | тф | Биг Тайм Фильм                                       | Big Time Movie                           | Карлос Гарсия    |
| 2013      | мс | Пингвины из Мадагаскара                              | The Penguins of Madagascar               | Карлос           |
| 2013      | с  | Марвин Марвин                                        | Marvin Marvin                            | \|Карлос\|       |
| 2014      | ф  | Жизнь робота                                         | La Vida Robot                            | Оскар Васкес     |
| 2015      | с  | Грозная семейка                                      | The Thundermans                          | технорайдер      |
| 2016      | мс | Мой шумный дом                                       | The Loud House                           | Бобби Сантьяго   |
| 2018      | с  | Пожизненный приговор                                 | Life Sentence                            | Диего Рохас      |
| 2021      | мф | Мой шумный дом: фильм                                | The Loud House Movie                     | Бобби Сантьяго   |